# بادقپک پابرهنه
بادقپک پابرهنه (نام علمی: Aerodramus nuditarsus) گونه‌ای از بادخورک‌ها از خانواده بادخورکان است که در گینه نو، در جنگل‌های کوهستانی نمناک نیمه‌گرمسیری و گرمسیری یافت می‌شود.